# 尤里·罗马诺
尤里·罗马诺（義大利語：Yuri Romanò，1997年7月26日—）是一名意大利职业排球运动员，司职接应，效力于Gas Sales Bluenergy Piacenza俱乐部和意大利国家队。罗马诺曾随国家队获2022年世界锦标赛和2021年欧洲锦标赛冠军。

## 成就
2021年9月19日，罗马诺随国家队夺得2021年欧洲男子排球锦标赛冠军。
2022年9月11日，罗马诺再次发挥出色，随国家队夺得2022年世界锦标赛冠军。